# Panorpa pectinata
Panorpa pectinata är en näbbsländeart som beskrevs av Syuti Issiki 1929. Panorpa pectinata ingår i släktet Panorpa och familjen skorpionsländor. Inga underarter finns listade i Catalogue of Life.